# عشق مولی
عشق مولی (انگلیسی: Lovin' Molly) فیلمی در ژانر درام به کارگردانی سیدنی لومت است که در سال ۱۹۷۴ منتشر شد. از بازیگران آن می‌توان به آنتونی پرکینز، بو بریجز و بلایث دانر اشاره کرد.

## خلاصه فیلم
بین سال‌های ۱۹۲۵ تا ۱۹۶۴، دو جوان تگزاسی برای به‌دست آوردن قلب دختری زیبا، که از ازدواج با هر دو آن‌ها امتناع می‌کند رقابت می‌کنند و ...